# تامي تشين
إسمها الكامل تامار أنيكا تشين (بالإنجليزية: Tammar Anika Chin)‏ وتشتهر باسم تامي تشين (بالإنجليزية: Tami Chynn)‏ هي مغنية وكاتبة أغاني وراقصة جامايكية ولدت في يوم 14 يونيو 1984 في مدينة كينغستون في جامايكا لأب من أصل صيني وأم من أصل أفريقي إنجليزي. إختصت بغناء أر أند بي والريغاي وإشتهرت بعد غنائها أغنية Frozen مع أيكون. أختها الصغرى هي تسان تشين وألتي فازت بالنسخة الأمريكية من برنامج ذا فويس في موسمه الخامس. في سنة 2009 تزوجت من المغني الجامايكي واين مارشال ولها طفلين منه.

## روابط خارجية
- تامي تشين على موقع ميوزك برينز (الإنجليزية)
- تامي تشين على موقع ديسكوغز (الإنجليزية)